# Roby Crispiano
Roby Crispiano, nome d'arte di Roberto Castiglione (Roma, 18 luglio 1938 – Roma, 16 giugno 2000), è stato un cantautore italiano in voga ai tempi della musica beat, ovvero negli anni sessanta. Ha inciso per la Vedette e altre etichette discografiche componendo canzoni musicate anche da Armando Sciascia.

## Biografia

### Gli inizi: cantante melodico
Debuttò dal vivo nell'aprile 1960, esibendosi al "Teatro dei Satiri" di Roma in uno spettacolo organizzato dalla scuola di canto che frequentava insieme ad altri cantanti tra cui un giovane Lando Fiorini; nei primi anni si esibì come cantante melodico di musica leggera con il proprio vero nome. Ottenuta una prima scrittura, partecipò nel 1962, come nuova proposta, al Cantagiro. Il brano che presentò era un motivo a ritmo di twist, un ballo all'epoca molto in voga: I nuovi angeli.
Nello stesso anno è anche il cantante (insieme a Gisella Ferrini, Franca Duccio, Enzo Oliva e Rita Della Torre) dell'orchestra di Luciano Fineschi, con cui pubblica anche un 33 giri (però in formato 45 giri) per l'etichetta Orpheus, con le cover di alcuni successi dell'anno.
Ebbe anche alcune partecipazioni nel mondo del cinema come cantante ed autore in qualche colonna sonora cinematografica.

### Il passaggio al beat ed alla canzone di protesta
I mutamenti in campo musicale provenienti dagli USA, con l'esplosione della folk music, lo indussero però ben presto a cambiare genere e ad avvicinarsi a sonorità più moderne, accompagnato dal gruppo musicale capitolino dei Fholks (poi Folks). Con il nuovo pseudonimo di Roby Crispiano ha così pubblicato nel 1966 un brano fra il folk ed il blues intitolato Solo io e te. A sorpresa, la canzone si piazzò al primo posto nella classifica settimanale stilata dalla trasmissione radiofonica Bandiera gialla, scalzando una cantante al tempo molto in voga come Caterina Caselli.

### La censura per "Brennero 66"
Ma è nello stesso anno che Crispiano viene censurato dalla Rai (che organizzava l'evento) al Festival delle Rose di Roma, dove doveva presentare con i Pooh, un brano intitolato Brennero 66, che parlava dei giovani militari chiamati a vigilare sui tralicci dell'alta tensione in Alto Adige, al tempo al centro degli attentati di movimenti autonomisti sudtirolesi. Alla canzone viene cambiato il titolo in Le campane del silenzio e la frase "T'hanno ammazzato quasi per gioco" viene censurata. Oltre alla censura ci furono anche continui disturbi dell'audio durante l'esibizione del gruppo, situazione che ne determinò l'ultimo posto in classifica .
Altri suoi hit di quell'anno sono A piedi scalzi (presentata al Cantagiro 1967) e Uomini uomini (musicata da Francesco Anselmo), una delle più note canzoni di protesta, nate sull'onda della contestazione giovanile.
Al Disco per l'estate del 1968 presentò il brano L'aria d'oro. Altre sue canzoni divenute celebri sono state Il messaggio, Quando ritorno al mio paese, Se potessi essere il vento, Non riesco più a sognarti (cover di un brano di Timi Yuro, pubblicata con il nome di Roberto Castiglione), Solo io e te e Occhi verdi.
Per i Pooh ha anche scritto, insieme a Giuseppe Cassia, il testo di Otto rampe di scale, inciso dal gruppo nel 1969 (la musica è di Bruno Filippini).

### Il declino ed il ritiro dal mondo musicale
Con il tramonto dell'epoca beat, anche la carriera di Crispiano - poco avvezzo a scendere a compromessi con il mondo dello showbiz ed ancora scottato per le vicende del 1966 - si avviò ad un rapido declino.
Nella parte finale della carriera ha lavorato come direttore artistico per la Vedette, scoprendo Stefano Rosso e supportando l'attività del gruppo musicale Panna Fredda.
In seguito si è ritirato dal mondo musicale, evitando però ogni partecipazione a trasmissioni televisive di tono celebrativo o revival.

### La riscoperta
Nel 1994 Roby Crispiano attraversa un periodo di difficoltà finanziarie. Il critico Claudio Scarpa si fa allora promotore con alcuni amici ed ammiratori del cantautore (fra cui Luciano Ceri, Italo Gnocchi, cugino di Gene Gnocchi, ed il collega Gene Guglielmi) della pubblicazione di un album con l'etichetta Giallo Records intitolato Solidarietà per un amico. Il disco (per il quale Scarpa redige un libretto riassuntivo della vicenda artistica ed umana di Crispiano) contiene quasi tutto il repertorio di Castiglione/Crispiano e per la sua pubblicazione viene ottenuta una liberatoria, relativamente al periodo in cui l'artista incideva per la Vedette, da Sergio Sciascia, figlio di Armando; l'incasso del disco viene devoluto interamente al cantautore.
Scarpa accompagnò Crispiano a Radio Jolly Nostalgie per presentare il CD organizzando contestualmente con la radio una serata nel tentativo di convincere il cantante a rimettersi a cantare e a presentarsi al Roxy Bar di Red Ronnie.
La pubblicazione del CD consentì comunque una "riscoperta" a livello mediatico di Crispiano, che peraltro era stato intervistato già nel marzo 1987 dallo stesso Scarpa per il primo numero della rivista Anni '60. Successivamente, un servizio viene dedicato all'artista anche da Raro!.
Qualche anno dopo la Giallo Records ha pubblicato un ulteriore CD antologico, integrandolo con brani di altri artisti.

## Discografia parziale

### Album
- 1994: Solidarietà per un amico (Giallo Records, ADS NC 1001/2)
- 1997: The best of Vedette (Giallo Records, SAF 012)

#### Con l'Orchestra di Luciano Fineschi
- 1962: Motivi di successo 1962 (Orpheus, IPK 708)

### Singoli

#### Come Roby Castiglione
- 1960: Hallò/Zingarella cha cha cha (MEC, NS 33513; il brano sul lato A è uno strumentale suonato dall'orchestra di Nello Segurini, mentre Castiglione canta quello sul lato B)
- 1961: Libellule/Un uomo vivo (MEC, NS 33524)
- 1962: I nuovi angeli/Tutti gli altri (CAM, CA 2432)
- 1962: Tutti a Roma/Marcia su Roma (CAM, CA 2471; lato B strumentale, orchestra di Marcello Giombini)
- 1962: Ormai/Tu non sei fatta per piangere (CAM, CA 2473)
- 1963: Occhi verdi/Troppo giovane (Sunset Records, SH 3023)
- 1964: Non riesco più a sognarti/E vattene (Sunset Records, SH 3028)
- 1965: Mi hai cambiato il mondo/Vorrei seguire il giorno (Sunset Records, SH 3054)

#### Come Roby Crispiano
- 1966: Uomini uomini/Solo io e te (Vedette, VVN 33118)
- 1966: Quando ritorno al mio paese/Il messaggio (Vedette, VVN 33123)
- 1967: A piedi scalzi/Se potessi essere il vento (Vedette, VVN 33137)
- 1968: Una strada ci sarà/La corda (Vedette, VVN 33149)
- 1968: L'aria d'oro/La corda (Vedette, VVN 33151)

#### Singoli pubblicati all'estero
- 1966: Solo yo y tu/Hombres hombres (Music Hall, MH 30835)